# 11528 Mie
11528 Mie (1991 XH) là một tiểu hành tinh vành đai chính được phát hiện ngày 3 tháng 12 năm 1991 bởi Yoshio Kushida và Osamu Muramatsu ở đài thiên văn Nam Yatsugatake.